# Chrám svatého Jana Šanghajského (Jezdovice)
Chrám svatého Jana Šanghajského a Sanfranciského je novodobá sakrální stavba v obci Jezdovice.

## Historie
Chrám svatého Jana Šanghajského a Sanfranciského je chrámem Řecké pravoslavné starostylní církve, její moravské eparchie.

## Církevní provoz
Podle stránek starostylní církve se bohoslužby konají v sobotu a v předvečer svátku v 18 hodin a v neděli v 9 hodin.